# Водолечение

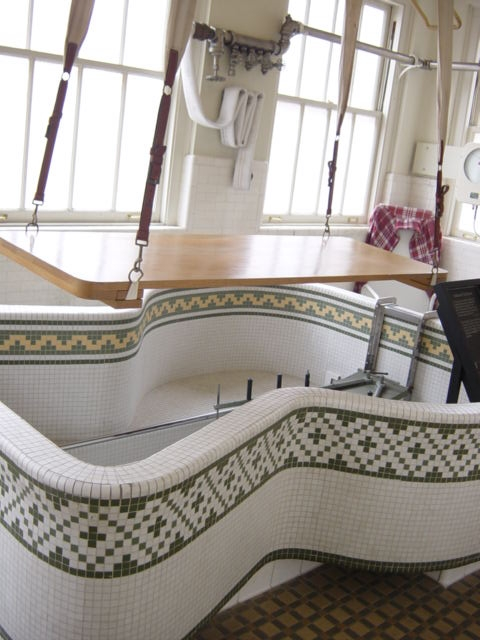
Ванна с подъёмником для людей, не способных самостоятельно погрузиться и выйти из неё

Водолече́ние, или гидротерапи́я (греч. hýdōr, вода + therapéia, лечение), — направление альтернативной медицины. В России и некоторых странах СНГ считается официальной медициной.
Суть метода — наружное применение пресной воды (водопроводной, речной, озерной, дождевой) с целью предполагаемого лечения и профилактики заболеваний. Примеры водных процедур: ванна, душ, обливание, обтирание, укутывание. Эффективность этого метода не подтверждена качественными контролируемыми исследованиями.
Водные процедуры используется при реабилитации после травм и при остеоартрите, исследования показывают небольшое уменьшение боли и некоторое увеличение подвижности поражённых суставов.

## Процедуры
Как правило, они представлены душами (Шарко, шотландский, циркулярный, восходящий), ваннами (например, сероводородные ванны) или специальными процедурами: в ванне — подводный душ-массаж (подводный гидромассаж), вне ванны — обёртывание, аппликации[чем?].

## Описание
Водолечение отличается от других видов лечения своей доступностью, простотой и безопасностью. Но при этом его эффективность[чего?] при анкилозирующем спондилите не доказана. В зависимости от температуры воды водолечебные процедуры делят на холодные (ниже 20 °С), прохладные (21—33 °С), индифферентной температуры (34—36 °С), тёплые (37—39 °С) и горячие (40 °С и выше).
Термальное водолечение — экспериментальное лечение подземными водами с температурой 37—42 °С.

## Интересные факты
Прибегал к водолечению и верил в его полезность Чарлз Дарвин. Впрочем, как отмечают историки науки, преимущества для здоровья от лечения водой для Дарвина были кратковременными.